# Glenea penangensis
Glenea penangensis là một loài bọ cánh cứng trong họ Cerambycidae.